# Alfa Romeo 155
Alfa Romeo 155 — среднеразмерный седан, производившийся итальянской компанией Alfa Romeo с 1992 до 1998 года. Модель была представлена в январе 1992 года в Барселоне, а первое публичное появление совершила в марте 1992 года на Женевском автосалоне. Всего было выпущено 192 618 автомобилей.

## Конструкция
В производственной программе 155-я сменила устаревшую 75-ю. Построенная на широко использовавшейся переднеприводной переднемоторной платформе модели Tipo материнской компании Fiat, габаритами 155-я превосходила 75-ю, однако сохранила стилистическую преемственность. Конструкцию автомобиля разработали ателье I.DE.A Institute, под началом Эрколи Спады. Примечательными особенностями конструкции были исключительная обтекаемость — коэффициент фронтального сопротивления воздуха на скорости 144 км/ч всего 0,29, — и объёмный багажник — 525 л.
Главное отличие 155-й от 75-й — привод на передние колёса (у 75-й задний). Это положительно сказалось на цене и укомплектованности автомобиля, но многие почитатели марки и автомобильная пресса обеспокоились, что отказ от заднеприводной компоновки в конечном итоге приведёт к «размытию» спортивного имиджа Alfa Romeo, и 155-ю приняли в штыки.
Ситуацию поправила модификация 155 Q4 с турбомотором рабочим объёмом 2,0 л и полноприводной трансмиссией от омологированного раллийного болида Lancia Delta HF Integrale 8v. Со временем автомобиль обзавёлся двумя новыми исполнения — «Sport» и «Super Sport». «Sport» — это сниженная масса, и более жёсткие амортизаторы, а «Super Sport» — дополнительно декоративная отделка интерьера деревом, амортизаторы с электронным управлением и улучшенные сидения.
Производство 155-й было прекращено в 1998 году с появлением модели 156. Уход 155-й ознаменовал конец эпохи клиновидного дизайна, определявшей облик всех Alfa Romeo с 1977 года, с модели Giulietta Nuova.

## Хронология
- 1992: Начало производства 155
- 1993: Сплошную фальшрадиаторную решётку сменила сегментированная
- 1994: Появились модификаций 155 Silverstone (специально для рынка Британии), 155 Q4, а также с турбодизельными моторами
- 1995: Появление модификации с расширенной колеёй и колёсными арками (только с двигателем 2,0 л.)
- 1996: «Расширенная» версия обзаводится двигателем 1,8 л.
- 1998: Прекращение производства

## Продажи
| Рынок      | 1992  | 1993  | 1994  | 1995  | 1996  | 1997 | 1998 |
| ---------- | ----- | ----- | ----- | ----- | ----- | ---- | ---- |
| Германия   | н/д   | 1.831 | 3.186 | н/д   | н/д   | н/д  | н/д  |
| Франция    | 1,860 | 4,766 | 5,907 | 3,916 | н/д   | н/д  | н/д  |
| Нидерланды | 1,263 | 1.942 | 2.738 | 2.021 | 1.453 | 951  | 0    |

## Стоимость
В Германии в 1994 году:
Alfa Romeo 155 1800 (126 л. с.) — от 31800 DM; Alfa Romeo 155 2000 (143 л. с.) — от 35700 DM; Alfa Romeo 155 2500 V6 (166 л. с.) — от 42900 DM.

## Двигатели
| Модель               | Тип                  | Объём                | Мощность                   | Крутящий момент          | Разгон (0-100 км/ч)  | Макс. скорость       | Примечание           |
| Бензиновые двигатели | Бензиновые двигатели | Бензиновые двигатели | Бензиновые двигатели       | Бензиновые двигатели     | Бензиновые двигатели | Бензиновые двигатели | Бензиновые двигатели |
| -------------------- | -------------------- | -------------------- | -------------------------- | ------------------------ | -------------------- | -------------------- | -------------------- |
| 1,7 8V               | I4                   | 1,749 куб.см         | 115 л. с. при 6,000 об/мин | 146 Н/м при 3,500 об/мин | 10,6 с               | 191 км/ч             |                      |
| 1,8 8V               | I4                   | 1,773 куб.см         | 129 л. с. при 6,000 об/мин | 165 Н/м при 5,000 об/мин | 10,3 с               | 200 км/ч             |                      |
| 2,0 8V               | I4                   | 1,995 куб.см         | 143 л. с. при 6,000 об/мин | 187 Н/м при 5,000 об/мин | 9,3 с                | 205 км/ч             |                      |
| 2,5 V6               | V6                   | 2,492 куб.см         | 166 л. с. при 5,800 об/мин | 216 Н/м при 4,500 об/мин | 8,4 с                | 215 км/ч             |                      |
| Q4                   | I4                   | 1,995 куб.см         | 190 л. с. при 6,000 об/мин | 291 Н/м при 2,500 об/мин | 7,0 с                | 225 км/ч             |                      |
| 1,6 16V              | I4                   | 1,598 куб.см         | 120 л. с. при 6,300 об/мин | 144 Н/м при 4,500 об/мин | 11,4 с               | 195 км/ч             | с 1995 года          |
| 1,8 16V              | I4                   | 1,747 куб.см         | 140 л. с. при 6,300 об/мин | 165 Н/м при 4,000 об/мин | 10,0 с               | 205 км/ч             | с 1995 года          |
| 2,0 16V              | I4                   | 1,970 куб.см         | 150 л. с. при 6,200 об/мин | 187 Н/м при 4,000 об/мин | 9,0 с                | 210 км/ч             | с 1995 года          |
| Дизельные двигатели  |                      |                      |                            |                          |                      |                      |                      |
| 2,0 TD               | I4                   | 1,929 куб.см         | 90 л. с. при 4,100 об/мин  | 186 Н/м при 2,500 об/мин | 13,5 с               | 180 км/ч             |                      |
| 2,5 TD               | I4                   | 2,500 куб.см         | 125 л. с. при 4,200 об/мин | 294 Н/м при 2,000 об/мин | 10,4 с               | 195 км/ч             |                      |

## 155 TI.Z и GTAZ
Zagato выпустила две специальные версии 155-й. В 1993 году была представлена 155 TI.Z, а в 1995 году — 155 GTAZ. Обе модели получили более мощную внешнюю отделку и более мощный двигатель по сравнению с обычными моделями. TI.Z выдавал 170 л. с. (130 кВт) из мотора Twin Spark, a GTAZ Q4 имела турбированный двухлитровый двигатель мощностью 215 л. с. (158 кВт). Обе модификации были выпущены ограниченной серией, а большинство данных моделей были отправлены в Японию.

## Автоспорт

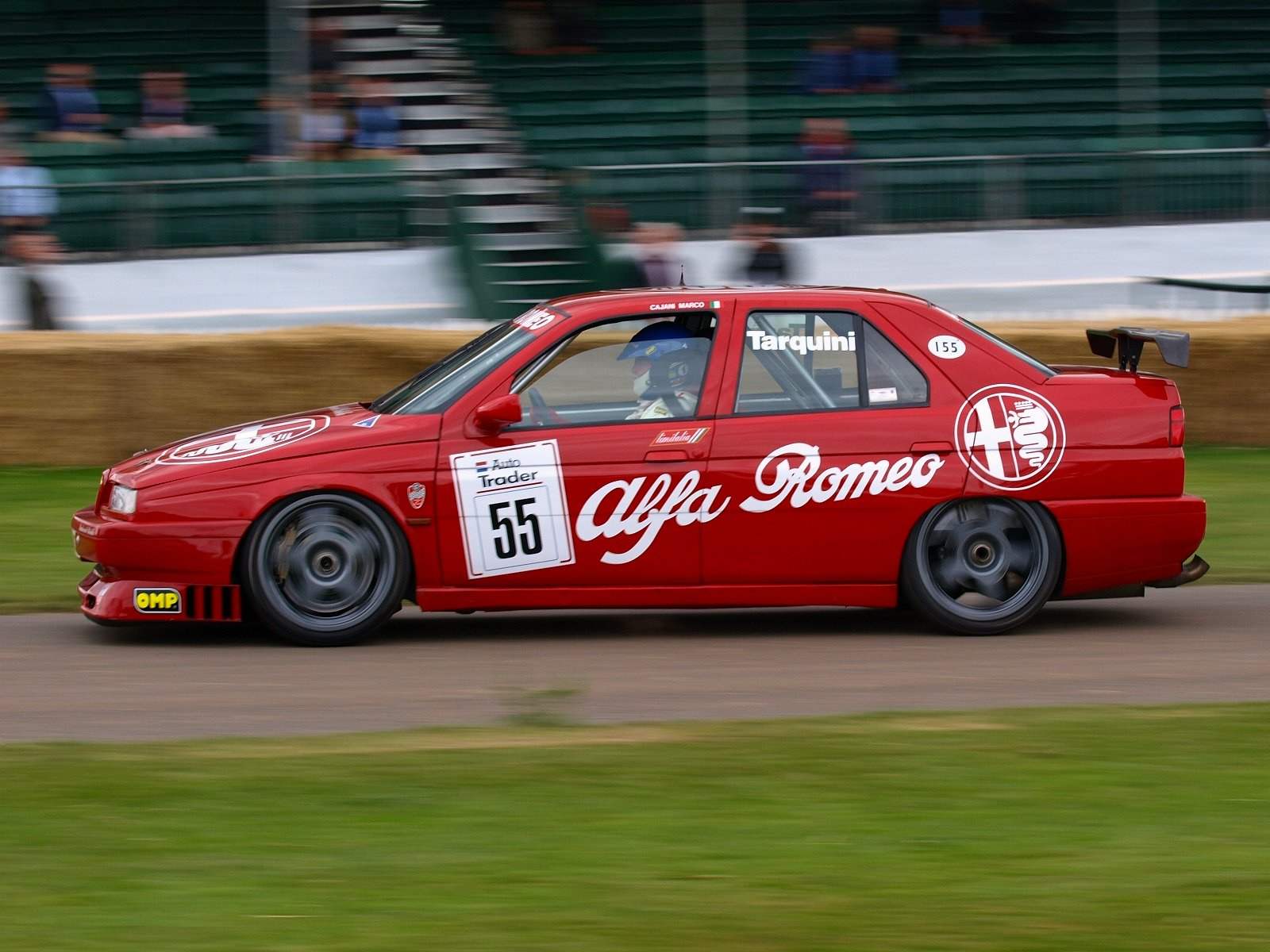
Alfa Romeo 155 2.0 TS на Goodwood Festival of Speed (Габриэле Тарквини в 1994 году на BTCC

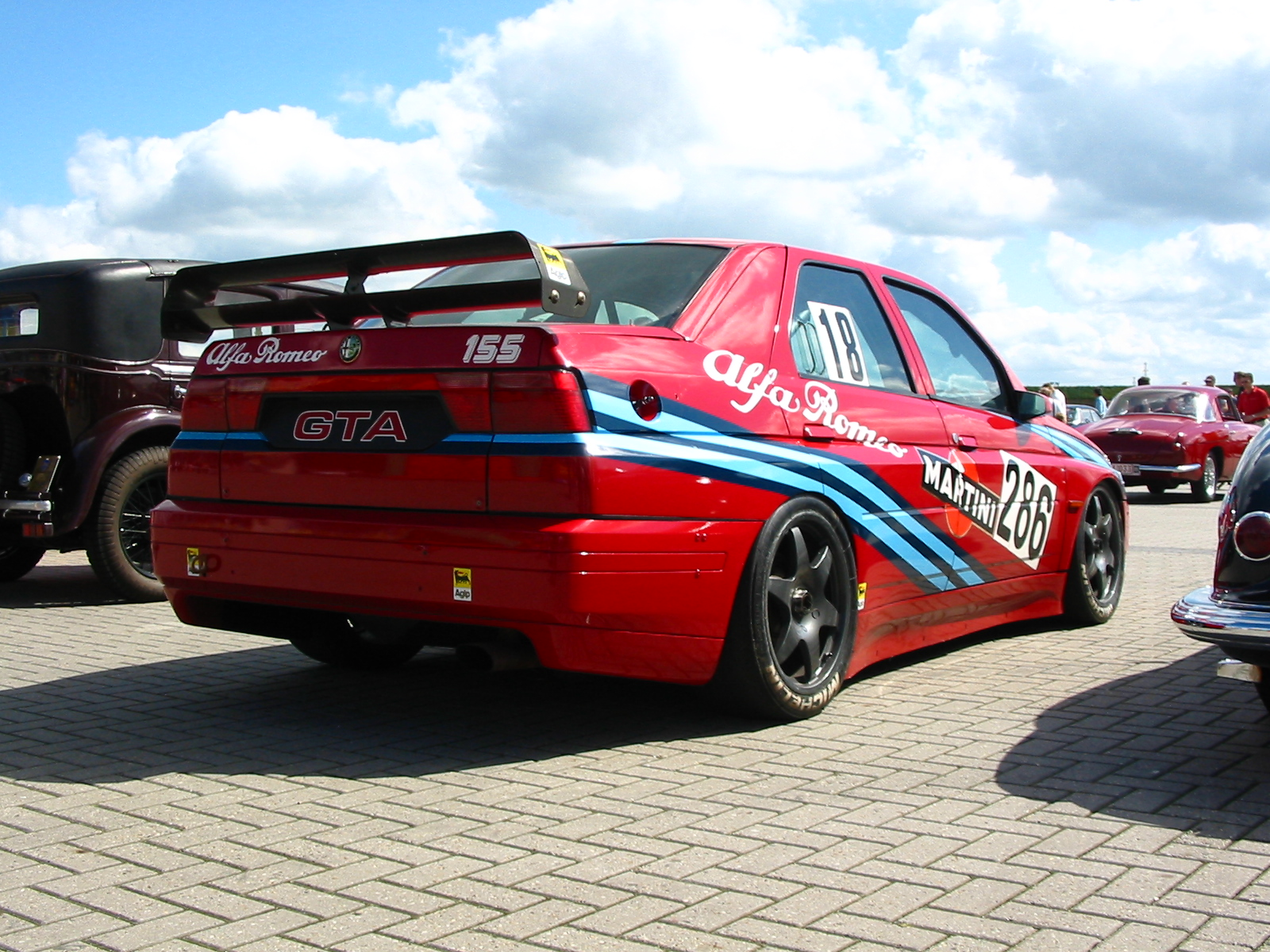
Вид сзади на Alfa Romeo 155 GTA

155-я была очень успешным туринговым гоночным автомобилем, использовав омологированную для Супертуризма версию GTA и V6 TI для DTM. В период с 1992 по 1994 годы, 155-я выиграла Чемпионат Италии по супертуризму, немецкий чемпионат DTM с гонщиком Николой Ларини, Испанский Туринговый Автомобильный Чемпионат (STCC) c Адрианом Кампосом и Чемпионат Великобритании среди легковых автомобилей с пилотом Габриэле Тарквини. 155-я оставалась конкурентоспособной даже до тех пор, когда она была заменена на 156-ю, став третьей в DTM (далее известной как ITC) в 1996 году с гонщиком Алессандро Наннини, а также вновь выиграв Чемпионат Испании в 1997 году с пилотом Фабрицио Джованарди (итал. Fabrizio Giovanardi). В 1993 году Ларини на Alfa 155 стал вице-чемпионом в Мировом Туринговом турнире среди легковых автомобилей (WTCC) под эгидой FIA после Пауля Радисича (Paul Radisich), управлявшего Ford Mondeo. 156-я продолжила путь побед после 155-й, выиграв Европейский Туринговый Чемпионат среди легковых автомобилей (ETCC) несколько раз.

### 155 V6 TI

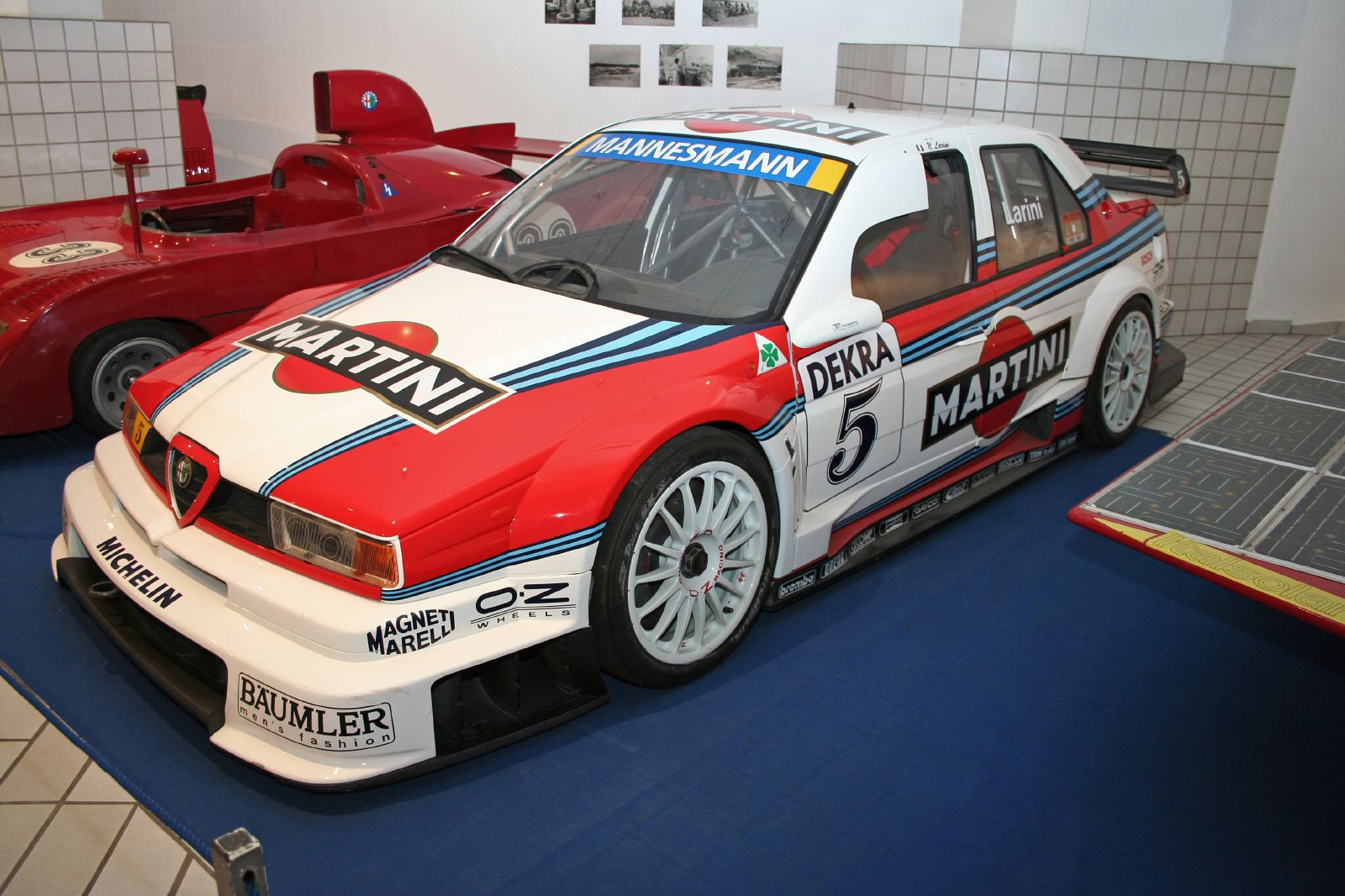
Alfa Romeo 155 V6 TI DTM 1996 в Национальном Автомобильном Музее в Турине

Alfa Romeo 155 V6 TI — гоночный автомобиль, который Alfa Corse использовала с гоночной серии DTM 1993 года. Немецкая гоночная команда Schübel Engineering использовала три таких автомобиля 1993 года и одну 1993 года в сезоне 1993 года. 155-е 1993 года покрывались спонсорскими наклейками от Jägermeister.
Сезон 1993 года проходил под полной доминацией Николы Ларини, который выиграл 11 из 22 гонок. Помимо Ларини, за Alfa Corse выступал и другой пилот Алессандро Наннини.
В сезоне 1995 года, команда получила нового спонсора — Martini Racing. А в сезоне 1996 года, один из пилотом команда Alfa Corse Кристиан Даннер ездил со спонсорскими наклейками от TV Spielfilm. Сезон 1996 года стал последним для Alfa Romeo.
Версия 1996 года имела 2,5 л. 90° V6 двигатель, небрежно основанный на двигателе PRV. Мотор выдавал 490 л. с. (360 кВт) при 11,900 об/мин и развивал максимальную скорость в 300 км/ч (190 миль/ч). Модель весила всего 1,060 кг.
Alfa 156 V6 TI установила рекорд в 38 побед (включая 3 не вошедшие в чемпионский зачёт). Победы были добыты семи разными гонщиками: 17(+1) Никола Ларини, 13(+1) Алессандро Наннини, 2 Стефано Модена, 2(+1) Кристиан Даннер, 2 Михаэль Бартельс, 1 Крис Ниссен (Kris Nissen) и 1 Габриэле Тарквини.